# 塞迈斯 (埃松省)
塞迈斯（法語：Sermaise，法語發音：[sɛʁmɛz] ⓘ）是法国法兰西岛大区埃松省的一个市镇，属于埃唐普区。

## 地理
塞迈斯（48°32'10"N, 2°4'50"E）面积13.6 平方千米，位于法国法蘭西島大區埃松省，该省份为法国北部内陆省份，北起上塞纳省和马恩河谷省，西接厄尔-卢瓦省和伊夫林省，南至卢瓦雷省，东临塞纳-马恩省。
与塞迈斯接壤的市镇（或旧市镇、城区）包括：勒瓦勒圣日耳曼、布瓦西勒塞克、鲁万维尔、圣谢龙、维勒科南。

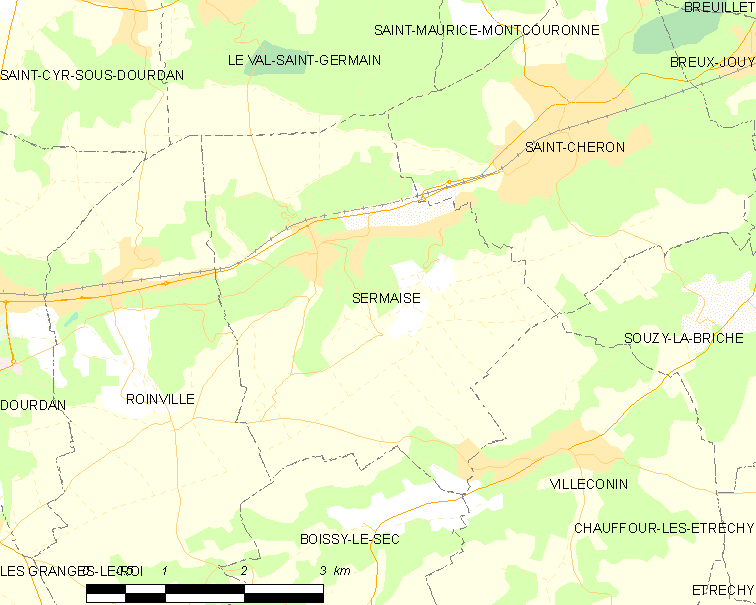
的OSM定位图

塞迈斯的时区为UTC+01:00、UTC+02:00（夏令时）。

## 行政
塞迈斯的邮政编码为91530，INSEE市镇编码为91593。

## 政治
塞迈斯所属的省级选区为杜尔当县。

## 人口

1962-2008年间人口变化图示

塞迈斯于2022年1月1日时的人口数量为1606人。